# قناة العراق الفضائية

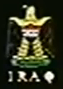
شعار القناة والذي كان يظهر على الجانب العلوي الأيسر من شاشة التلفزيون

قناة العراق الفضائية (1998-2003) كانت أول قناة تلفزيونية فضائية للبث المنزلي تابعة للحكومة العراقية وناطقة باسمها. رغم أن الحكومة العراقية من خلال المنشأة العامة للإتصالات والبريد كان لديها حصة ودور في البث التلفزيوني الفضائي من خلال عرب سات منذ تأسيس الأخيرة عام 1976، إلا أن البث المباشر إلى اللاقطات المنزلية (DTHTV) لم يصبح شعبياً في الدول الناطقة بالعربية إلا بعد حرب الخليج الثانية عام 1990 وبتأثير من التغطية الإعلامية لتلك الحرب.
تأسست قناة العراق الفضائية رسمياً في 2 مايو 1998 في ذكرى تأسيس تلفزيون بغداد باسم تلفزيون بغداد الدولي للبث الفضائي. أنجز المحطة الأرضية كادر هندسي عراقي وتم التنسيق مع الشركة المالكة للقمر الاصطناعي المصري نايل سات. بدأت القناة بثها التجريبي ثم أطلق البث الرسمي يوم الجمعة 17 تموز 1998 احتفالاً بذكرى انقلاب 17 تموز. بقيت القناة تبث حتى سقوط بغداد في 9 أبريل 2003.
بسبب المنع المشدد لأجهزة الأطباق اللاقطة للبث الفضائي في العراق وقتها، كان للقناة أيضاً تردد جد عالي (VHF) أرضي ليمكن لأجهرة التلفاز الأرضية التماثلية التقاطها في العراق. إيضاً كانت القناة تبث تدفقياً على شبكة الإنترنت.
في البداية كان البث لمدة خمس ساعات ليلاً ثم امتد ليشمل 24 ساعة.
البث كان باللغة العربية مع بعض النشرات الإخبارية باللغتين الإنجليزية والفرنسية.
البرامج كانت عامة متنوعة بين ما هو دعائي سياسي وما هو ترفيهي، وكله كان من إنتاج عراقي محلي.
القناة الفضائية الحكومية التي تلتها عرفت باسم قناة العراقية والتي تعددت إلى عدة قنوات متخصصة.